# Egindiköl Aūdany
Egindiköl Aūdany är ett distrikt i Kazakstan.   Det ligger i oblystet Aqmola, i den centrala delen av landet, 140 km väster om huvudstaden Astana.